# Symfonie nr. 3 (Draeseke)
Felix Draeseke voltooide zijn Symfonie nr. 3, Symphonia tragica in 1886.

## Geschiedenis
Draeseke had al plannen voor deze symfonie in 1877. Pas in het najaar van 1885 ging hij ermee aan de slag en had in datzelfde jaar het scherzo af. In het daaropvolgende jaar nam hij een rustpauze om de draad in oktober weer op te pakken. Op 7 december 1886 voltooide hij het slotdeel en daarmee de compositie. De symfonie werd deels opgeleverd toen de componist een gebroken arm had. De eerste uitvoering vond plaats onder leiding van Ernst van Schuch op 13 januari 1888 met het Koninklijk Orkest van Saksen, het orkest aan wie het werk is opgedragen. Het werk kreeg een goede ontvangst, maar moest het opnemen tegen twee andere grote werken: de Vierde symfonie uit 1885 van Johannes Brahms en de achtste symfonie uit 1887 van Anton Bruckner. De symfonie van Draeseke verdween naar de achtergrond. In 1898 kwam de symfonie opnieuw in de belangstelling door uitvoeringen in onder meer het Leipzig Gewandhaus, Jean Louis Nicolé was de promotor. Door die uitvoeringen nam Arthur Nikisch het werk onder de arm en hij verzorgde meerdere uitvoeringen gedurende het eerste decennium van de 20e eeuw. Ook andere dirigenten stonden op de bok met dit werk, maar toen Nikisch in 1922 stierf, verdween ook de symfonie van de lessenaars. De muziekwereld onderging hevige veranderingen met onder meer de eerste uitvoeringen van Le Sacre du printemps van Igor Strawinsky.
De symfonie en ook Draeseke kwamen (onterecht) in een kwaad daglicht te staan doordat er in 1942 opnamen werden gemaakt van het werk. Dr. Heinz Drewes gaf leiding aan het nationaalsocialistische orkest van Berlin Reich Radio. Deze opnamen verschenen in latere jaren op langspeelplaat, waarbij de naam van het orkest steeds wijzigde en de dirigent als pseudoniem werd vermeld (Hermann Desser), zonder dat duidelijk werd wat de bedoeling was geweest om het werk op te nemen. In 1979 verscheen nog een laatste versie, toen verdween de symfonie weer van het podium. Openbare uitvoeringen gedurende de periode na 1922 zijn niet bekend. Het platenlabel CPO begon in de jaren ‘90 met de opname van de symfonische cyclus van Draeseke en daarbij kwam ook dit werk weer in de belangstelling te staan.

## Muziek
De vierde muziek werd door de componist dus zelf voorzien van haar bijtitel. De volgende symfonie stond lijnrecht tegenover deze (Symphonia comedia). De symfonie is in cyclische vorm geschreven, het begin van de symfonie, bestaande uit drie maal de toon G, komt aan het eind in een gewijzigde vorm terug. In het vierde deel, normaliter de recapitulatie, zijn ook thema’s terug te vinden uit de andere delen. De term “tragische” verwijst niet naar een speciaal onderwerp, het is derhalve geen programmamuziek, de term moet gezien worden als een verwijzing naar het leven in algemene zin.
Collegacomponist Richard Wetz vond de symfonie de tegenhanger van de vijfde symfonie van Ludwig van Beethoven. De symfonie van Beethoven klinkt monter en opgewekt, die van Draeseke vol leed. Wetz constateerde ook een schijnbare tegenstelling. Dat nou juist iemand met de voornaam Felix (staat voor gelukbrenger) een tragische symfonie moest componeren. De componist liet overigens de toonsoortaanduiding aan anderen over, hij vond zelf dat hij veel had gewisseld tussen C majeur en c mineur om een eenduidige aanduiding mee te geven.

### Delen
De symfonie kent de klassieke indeling van een symfonie:
- Andante – Allegro risoluto in c majeur
- Grave – (adagio ma non troppo) in a mineur
- Scherzo – Allegro, molto vivace in c majeur
- Finale – Allegro con brio in c mineur.

### Orkestratie
- 2 dwarsfluiten (waarvan 1 ook piccolo), 2 hobo’s, 2 klarinetten, 2 fagotten
- 4 hoorns, 3 trompetten, 3 trombones, 1 tuba
- pauken,
- violen, altviolen, celli, contrabassen

## Discografie
- Uitgave CPO: NDR Radiophilharmonie o.l.v. Jörg-Peter Weigle (1998)
- Uitgave MDG: Wuppertal Symfonie Orkest o.l.v. George Hanson (1997)

## Tragische symfonieën
Voor 21e-eeuwse begrippen klinkt de muziek opvallend monter voor een symfonie aangeduid met Tragisch. De zesde van Gustav Mahler, de vijfde van Carl Nielsen, de vierde van Ralph Vaughan Williams en de achtste symfonie van Dmitri Sjostakovitsj moesten nog geschreven worden.

## Luisteren
Onderstaande opnamen zijn vrijgegeven door het Internationalen Draeseke-Gesellschaft (IDG); het betreft beschadigde opnamen uit 1942. Door foutjes tijdens de mastering is een aantal maten verdwenen:
- Andante - Allegro risoluto
- Grave: Adagio ma non troppo
- Scherzo: Allegro molto vivace
- Finale: Allegro con brio